# Wolfgang von Keitz
Wolfgang von Keitz ist ein deutscher Informationswissenschaftler. Von 1988 bis 2012 war er Professor für Informationsmanagement in den Studiengängen Informationswesen und Medienwirtschaft an der Hochschule der Medien (HdM) in Stuttgart.

## Leben
Studium der Betriebswirtschaftslehre, Informatik und Kommunikationswissenschaft an den Universitäten Stuttgart, TU Berlin und Saarbrücken. Von der Universität des Saarlandes wurde er 1980 zum Dr. rer. oec. promoviert. Verschiedene Studienaufenthalte an Universitäten in den USA und Japan, sowie den internationalen Organisationen der Vereinten Nationen.
An der Hochschule der Medien Stuttgart war von Keitz einer der Initiatoren des Hochschulradiosender und des Webcasting-Seminars für HDTV. Er war Betreuer des Studentenfernsehen der HdM „stufe“ und beteiligt an der HD Campus TV Initiative, welches von der MFG Filmförderung und der Landesanstalt für Kommunikation (LFK) gefördert wird. 2008 war er an der Konzeption und Realisierung des Convergent Media Centers (CMC) der HdM beteiligt.
Wolfgang von Keitz ist stellvertretender Vorstandsvorsitzender im Willy-Brandt-Forum Unkel am Rhein – Museum für Zeitgeschichte.